# Inanna

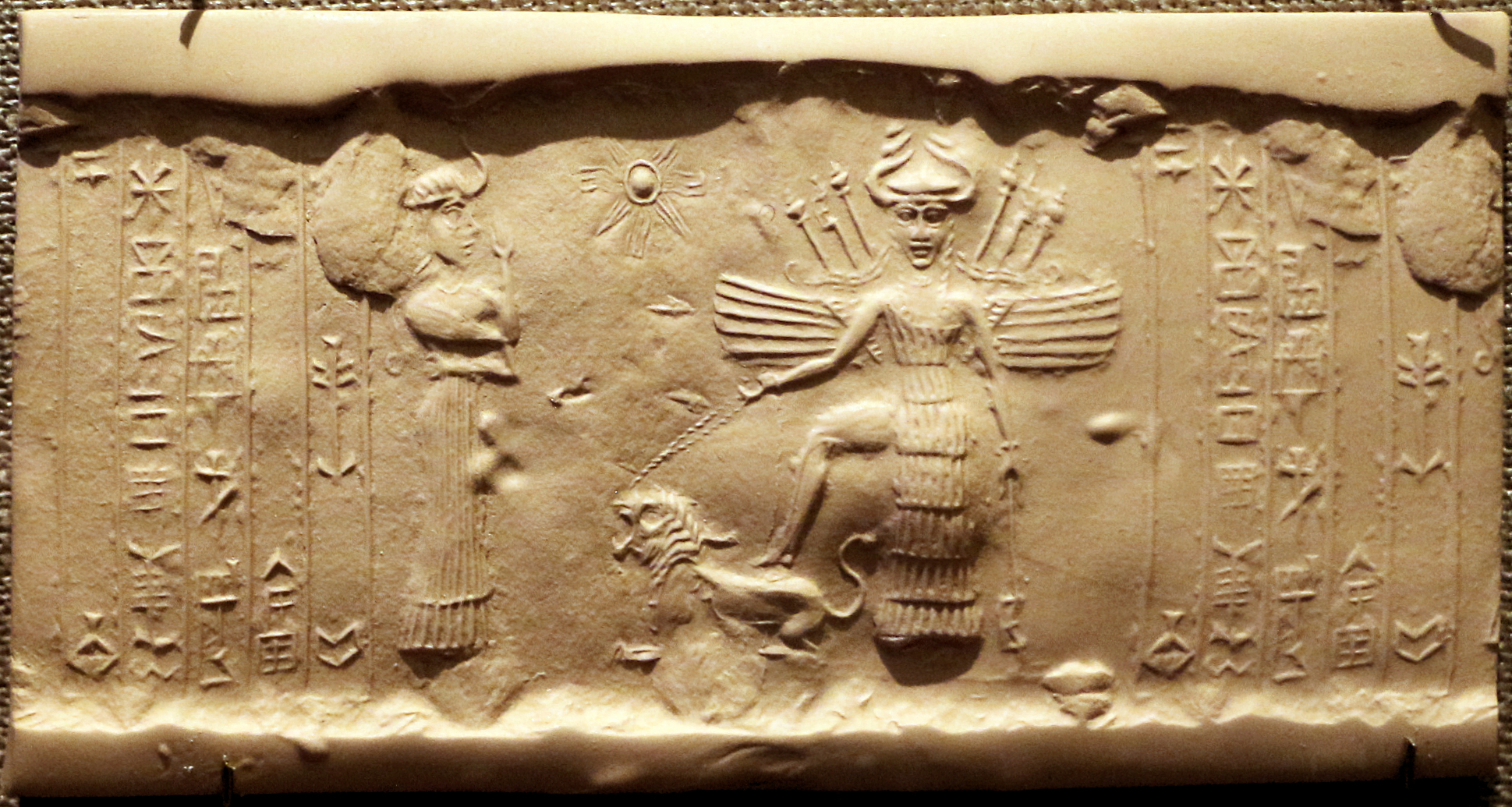
Impressione di un sigillo a cilindro accadico con Inanna che poggia il piede su un leone mentre Ninšubur le sta di fronte in segno di obbedienza, c. 2334- 2154 a.C.

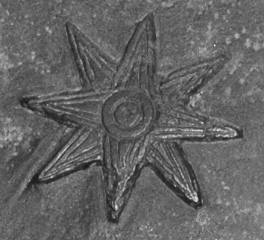
Dettaglio di un kudurru del re babilonese Meli-Šipak (1186-1171 a.C.), conservato al Museo del Louvre di Parigi. La stella a otto punte, che indica il pianeta Venere, è il simbolo della dea mesopotamica Inanna/Ištar.

Inanna (anche Inana; cuneiforme sumerico: , dIN.AN.NA, forse con il significato di "Signora del Cielo", anche dMÚŠ con il significato di "Splendente"; in dialetto emesal: gašan.an.na) è la dea sumera della fecondità, della bellezza e dell'amore, inteso come relazione erotica (con l'epiteto di nu.gig, inteso come "ierodula") piuttosto che coniugale; successivamente assimilata alla dea accadica, quindi babilonese e assira, Ištar (anche Eštar). Inanna/Ištar è la più importante divinità femminile mesopotamica. Inanna era anche dea della guerra, della giustizia, dell'agricoltura e regolava i cicli della natura. La sua natura dualistica (dea delle piogge gentili ed assassine) la rende una delle figure più interessanti della mitologia arcaica. Inanna incarnava la massima rappresentazione divina.
La poetessa e sacerdotessa Enheduanna, i cui poemi risalenti al XXIV sec. a.C. rappresentano i primi esempi di poesia mai ritrovati, elevò Inanna a dea principale dell'intero pantheon sumero nella sua opera "L'esaltazione di Inanna".

## Origini
La più antica attestazione del nome di questa divinità è riscontrabile nelle tavole di argilla rinvenute nell'antico complesso templare dell'Eanna (Uruk), e risalenti ai periodi tardo Uruk-Gemdet Nasr, quindi intorno al 3400-3000 a.C., risultando i segni più antichi come pittogrammi, mentre i più recenti sono riportati in modo più astratto.
La Lista degli dèi di Fara riporta il suo nome dopo quello di An e di Enlil e prima di quello di Enki, comunque sia, le fonti pre-sargoniche non sembrano prestare particolare attenzione a questa divinità.

## Genealogia
La principale tradizione sumerica (città di Uruk) la vuole figlia del dio del Cielo, An (in questo contesto assume il titolo di nu.gig.an.na ("ierodula di An"). Un'altra tradizione (città di Isin) la vuole invece figlia del dio della Luna, Nanna e sorella gemella del dio del Sole, Utu.

## Particolarità
Bellissime sono le poesie d'amore scritte da Inanna e rivolte al proprio amore e promesso sposo Dumuzi. Ella dona agli abitanti di Uruk, la città di cui è protettrice, i Me sottratti a Enki con un inganno (lo fece ubriacare dopo averlo sedotto con la sua bellezza), in modo che gli uomini possano vivere in prosperità e benessere. Dopo la perdita del suo innamorato divenne una seduttrice di uomini e di dei: nella saga di Gilgamesh, questi rifiuta le sue profferte di sesso, rinfacciandole che nessun uomo è rimasto vivo fino all'indomani mattina, dopo avere giaciuto con lei nella notte.

## La discesa di Inanna negli Inferi
Il testo più lungo e complesso su Inanna giunto fino a noi è il poema La discesa di Inanna, conosciuto per la maggior parte da tavolette rinvenute negli scavi archeologici eseguiti tra il 1889 e il 1900 sulle rovine della città di Nippur, nel sud della Mesopotamia (attuale Iraq).
Il testo narra che Inanna scese nel Kur, l'Oltretomba, per portare alla sorella mostruosa Ereshkigal condoglianze per l'uccisione del "Toro del Cielo". Inanna attraversò sette cancelli dando in pedaggio i suoi vestiti e giunse nuda nel Kur. Ereshkigal imprigionò Inanna nel Kur e perciò Ninshuba avvertì Enki e gli altri Dei. Dumuzid (oppure Dumuzi, o Damu) per amore si sacrificò al posto di Inanna e la Dea rinacque. Però la tristezza di Geshtinanna, sorella di Dumuzid, commosse Ereshkigal che gli permise di tornare sulla terra durante l'estate e la primavera.
Il mito è generalmente interpretato come una raffigurazione del ciclo della vegetazione. Dumuzi (divinità della fertilità), giace per sei mesi con Inanna (che rappresenta la potenza della generazione) e per sei mesi con la sorella "oscura" di lei, Ereshkigal (il letargo invernale, rappresentato simbolicamente dalla morte). Il dualismo Dumuzi-Geshtinanna viene messo in relazione con l'alternarsi stagionale dei frutti della terra (le messi per Dumuzi e la vite per Geshtinanna).
Non mancano peraltro le interpretazioni del mito in chiave psicoanalitica. In questa accezione, la discesa di Inanna è spiegata con la necessità per la psiche di confrontarsi con il proprio "lato oscuro" (Ereshkigal), connesso all'istintualità cieca e alla distruttività (la "pulsione di morte" di Freud), per raggiungere l'equilibrio e la completezza.